# Imaginary Enemy
Albums de The Used
Vulnerable
(2012)
Singles
1. Cry
Sortie : 4 février 2014

Imaginary Enemy est le sixième album studio du groupe de rock alternatif américain The Used publié le 31 mars 2014 sur le label Hopeless Records.

## Liste des chansons
Toute la musique est composée par The Used.
| No  | Titre                                                      | Durée |
| --- | ---------------------------------------------------------- | ----- |
| 1.  | Revolution                                                 | 4:04  |
| 2.  | Cry                                                        | 3:30  |
| 3.  | El-Oh-Vee-Ee                                               | 3:32  |
| 4.  | A Song to Stifle Imperial Progression (A Work in Progress) | 4:05  |
| 5.  | Generation Throwaway                                       | 3:05  |
| 6.  | Make Believe                                               | 3:27  |
| 7.  | Evolution                                                  | 4:38  |
| 8.  | Imaginary Enemy                                            | 3:24  |
| 9.  | Kenna Song                                                 | 4:20  |
| 10. | Force Without Violence                                     | 5:23  |
| 11. | Overdose (Red Heart en chanson cachée)                     | 14:41 |